# Brettia pellucida
Brettia pellucida är en mossdjursart som beskrevs av Dyster 1858. Brettia pellucida ingår i släktet Brettia, ordningen Cheilostomatida, klassen Gymnolaemata, fylumet mossdjur och riket djur. Inga underarter finns listade i Catalogue of Life.